# حاشیه‌رود
حاشیه‌رود، روستایی است از توابع بخش مرکزی شهرستان خوی استان آذربایجان غربی ایران.

## جمعیت
این روستا در ۷ کیلومتری خوی دهستان گوهران قرار داشته و براساس سرشماری مرکز آمار ایران در سال ۱۳۹۵، جمعیت این روستا برابر با ۱٬۳۸۱ نفر (۴۳۲ خانوار) بوده‌است. 